# Euthalia palawana
Euthalia palawana är en fjärilsart som beskrevs av Moore 1897. Euthalia palawana ingår i släktet Euthalia och familjen praktfjärilar. Inga underarter finns listade i Catalogue of Life.